# Facundo Milán
 (mars 2020).
Pour les articles homonymes, voir Milan (homonymie).
Facundo Milán, né le 3 février 2001 à Montevideo, est un footballeur uruguayen  qui évolue au poste d'avant-centre au Defensor Sporting Club.

## Biographie

### En club
Facundo est né à Montevideo et a grandi dans le quartier de Danubio, dans une famille supportrice du Danubio FC.
Il est néanmoins formé au Defensor, où il fait ses débuts le 8 octobre 2017 contre le Club Atlético Plaza, marquant un doublé alors qu'il a seulement 16 ans.